# Mereworth Sound
Mereworth Sound är ett sund i Kanada.   Det ligger i Regional District of Mount Waddington och provinsen British Columbia, i den sydvästra delen av landet, 3 800 km väster om huvudstaden Ottawa. Mereworth Sound ligger vid sjön Driftwood Lake.
I omgivningarna runt Mereworth Sound växer i huvudsak barrskog. Trakten runt Mereworth Sound är nära nog obefolkad, med mindre än två invånare per kvadratkilometer.